# Galitscher See
Der Galitscher See (russisch Галичское озеро) ist ein See in der russischen Oblast Kostroma.
Der Galitscher See liegt in den Galitscher Höhen auf einer Höhe von 100 m. Die Kleinstadt Galitsch befindet sich am Südufer.
Der See hat eine Fläche von 75,4 km². Er hat eine Ost-West-Ausdehnung von 17 km sowie eine maximale Breite von 6,4 km. 
Die Wjoksa entwässert den Galitscher See nach Westen zur Kostroma.
Der Galitscher See ist ein seichtes Gewässer mit einer maximalen Wassertiefe von 5 m. 
Ende Oktober gefriert die Wasserfläche. Mitte April öffnet sie sich wieder.